# Basílica y Monasterio de San Benito (Olinda)
La Basílica y Monasterio de San Benito (en portugués: Basílica e Mosteiro de São Bento) es un importante conjunto arquitectónico católico de estilo barroco situado en Olinda, Pernambuco, Brasil. Forma parte del Centro histórico de Olinda, Patrimonio de la Humanidad de la Unesco.
La fundación del Monasterio de San Benito y su iglesia anexa que se remonta a los primeros tiempos de la colonización portuguesa en Brasil. La Orden de San Benito fue a Pernambuco después de la petición del donatario de la capitanía, Jorge de Albuquerque Coelho, para que se asentaran en la colonia, ofreciéndoles diversos beneficios y ventajas.
La construcción de la actual iglesia de San Benito se inició aproximadamente en 1660, después del incendio del antiguo complejo por los holandeses, y se terminó en 1761, de acuerdo con la inscripción.
En 1998, la Iglesia del Monasterio de San Benito fue elevada al rango de Basílica Menor por el Papa Juan Pablo II, a través de la carta apostólica «Spectabile quidem».

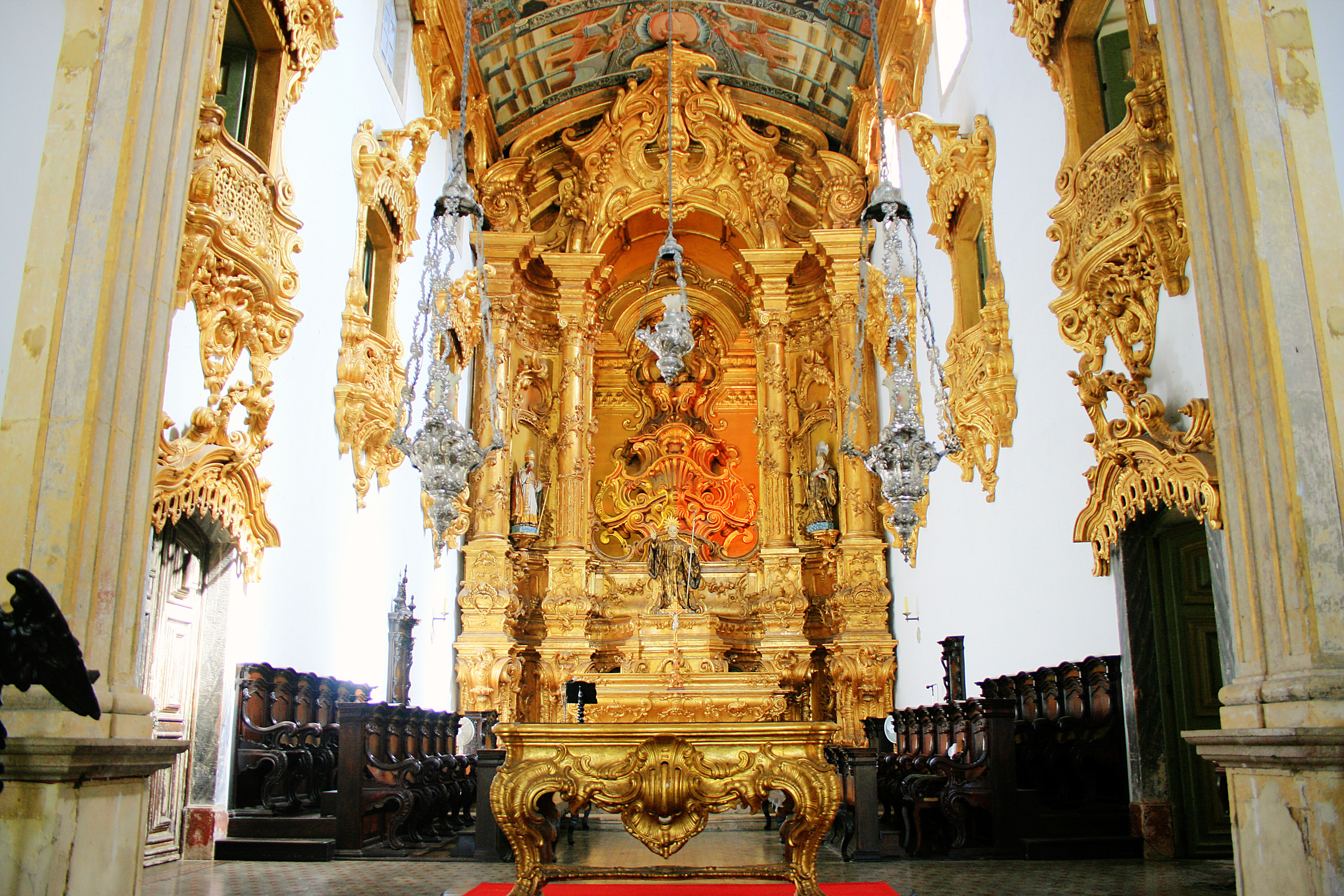
Vista interna